# Тэнги (украшение)

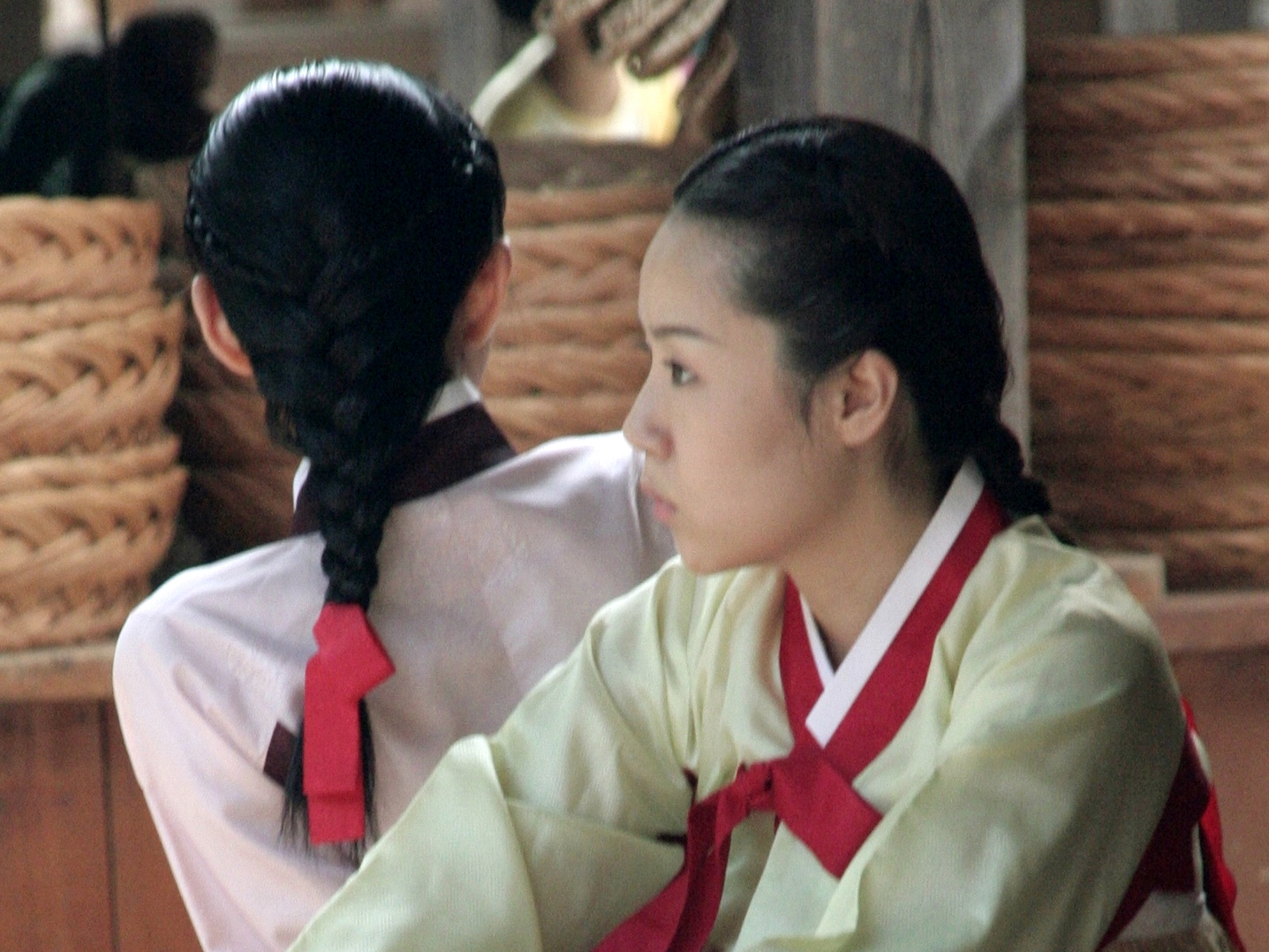
Джебибури дэнги

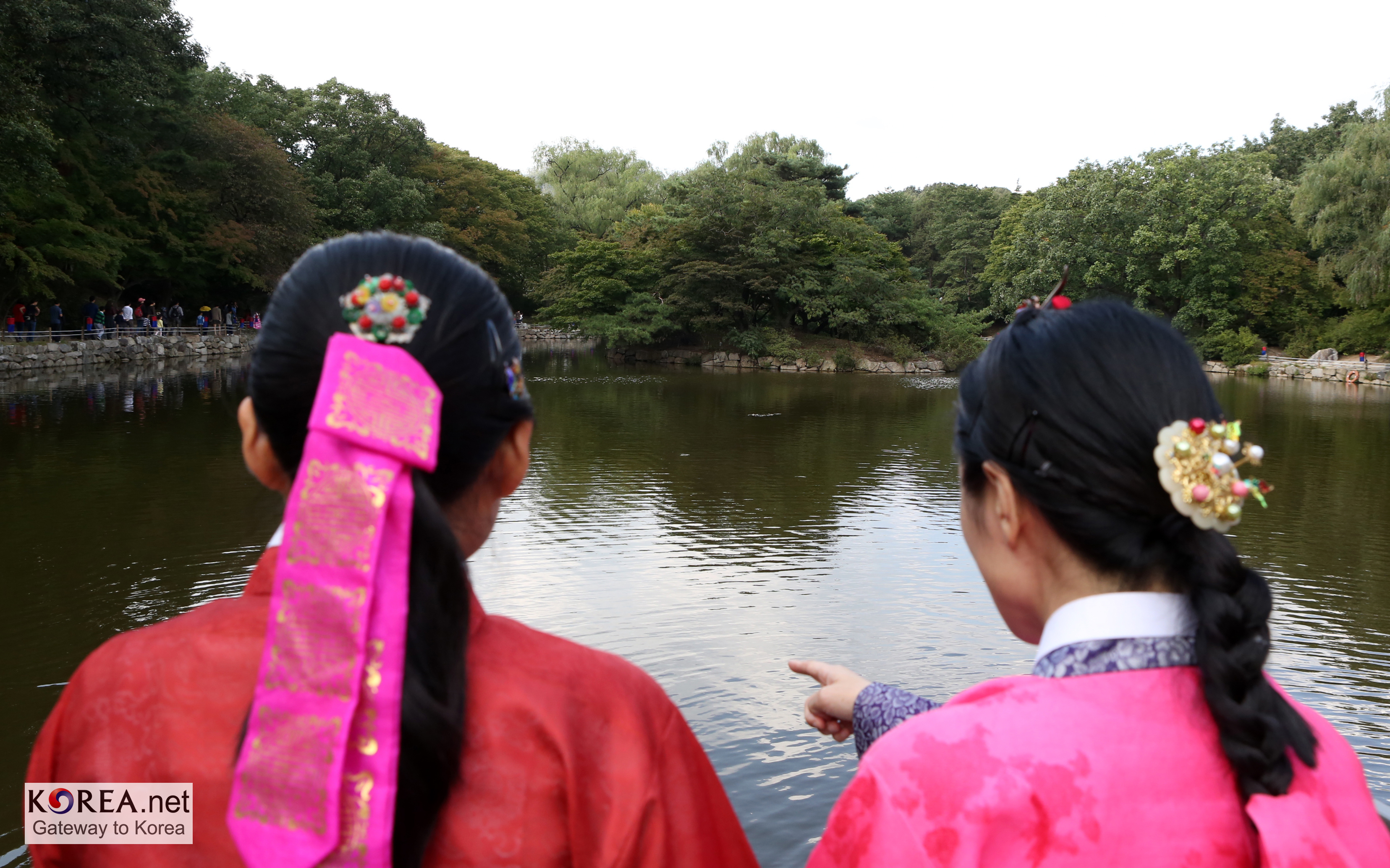
Лента дэнги на празднике Чхусок

Дэнги́ или тэнги́ (хангыль: 댕기) — это традиционная корейская лента, которой завязывают и украшают заплетённые волосы. Она бывает разных цветов, часто с цветочной вышивкой и золотой росписью. Согласно «Истории северных династий», девушки Пэкче связывали волосы сзади и заплетали их в косы, а замужние женщины заплетали волосы в две косы и закрепляли их на макушке головы.
Существует несколько типов в зависимости от цели, возраста и социального положения. Тогуджи дэнги, мэгэ дэнги, дырим дэнги используются для церемониальных целей; другие включают джебибури дэнги (для незамужних девушек), дотуранк дэнги, джок дэнги и мальтук дэнги (для девочек), дотурак дэнги (для очень маленьких девочек).
Волосы расчёсывают на прямой пробор и заплетают в одну косу. Для девушек такая причёска с лентой называлась квимит мори (кор. 귀밑 머리). Неженатые юноши также могли носить тёмную ленту без украшений в волосах, тогда причёска называлась тахын мори (кор. 땋은 머리)
Дэнги, которые использовались для гуннё (придворных дам), во времена династии Чосон были негадак дэнги и патип дэнги.

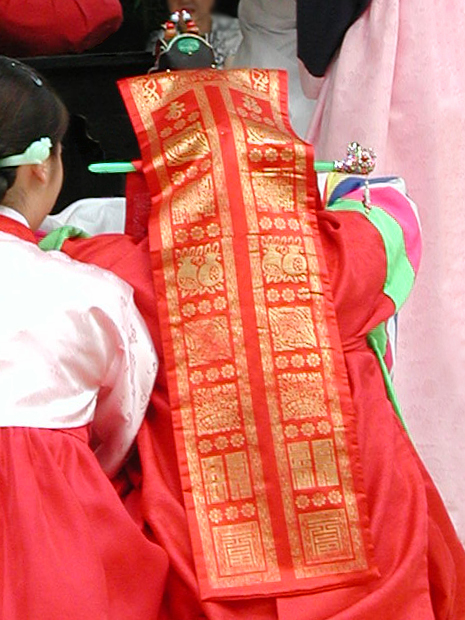
Дотырак дэнги на свадебном костюме
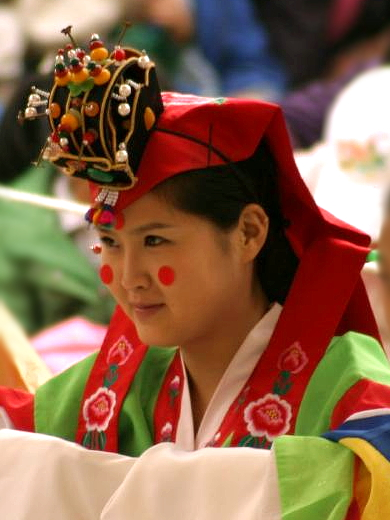
Ап дэнги, пара дэнги свадебного костюма, свисающих со шпильки-пинё.
Акксесуары к ханбоку, включая различные виды тэнги
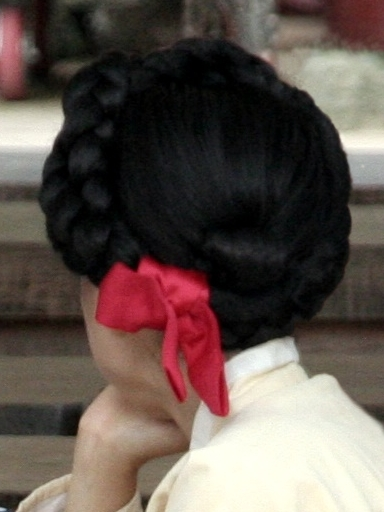
Причёска комори с лентой-тэнги